# 835 TCN
835 TCN là một năm trong lịch La Mã.